# Política do Botswana
A Política do Botswana tem lugar num quadro de uma república democrática representativa parlamentar, segundo o qual o Presidente do Botswana é tanto chefe de estado e chefe de governo, e de um sistema multi-partidário. O Poder executivo é exercido pelo governo e o Poder legislativo é investido tanto no governo como no parlamento. Desde a independência, o sistema partidário é dominado pelo Partido Democrático do Botswana (BDP). O Poder Judiciário é independente do executivo e da legislatura.
Botswana é formalmente uma democracia multipartidária constitucional. Cada uma das eleições desde a independência em setembro de 1966, tem sido realizada de acordo com o calendário livremente e bastante contestada. A pequena minoria branca e outras minorias participa livremente no processo político do país. existem dois principais partidos rivais e uma série de pequenos partidos. No entanto, Botswana é também um Estado de partido dominante, em que o BDP nunca pedeu o poder desde a independência. Alguns argumentam que a abertura do sistema político do país tem sido um fator significativo na estabilidade do Botswana e no crescimento económico. As eleições gerais são realizadas pelo menos a cada 5 anos.

## Poder Legislativo

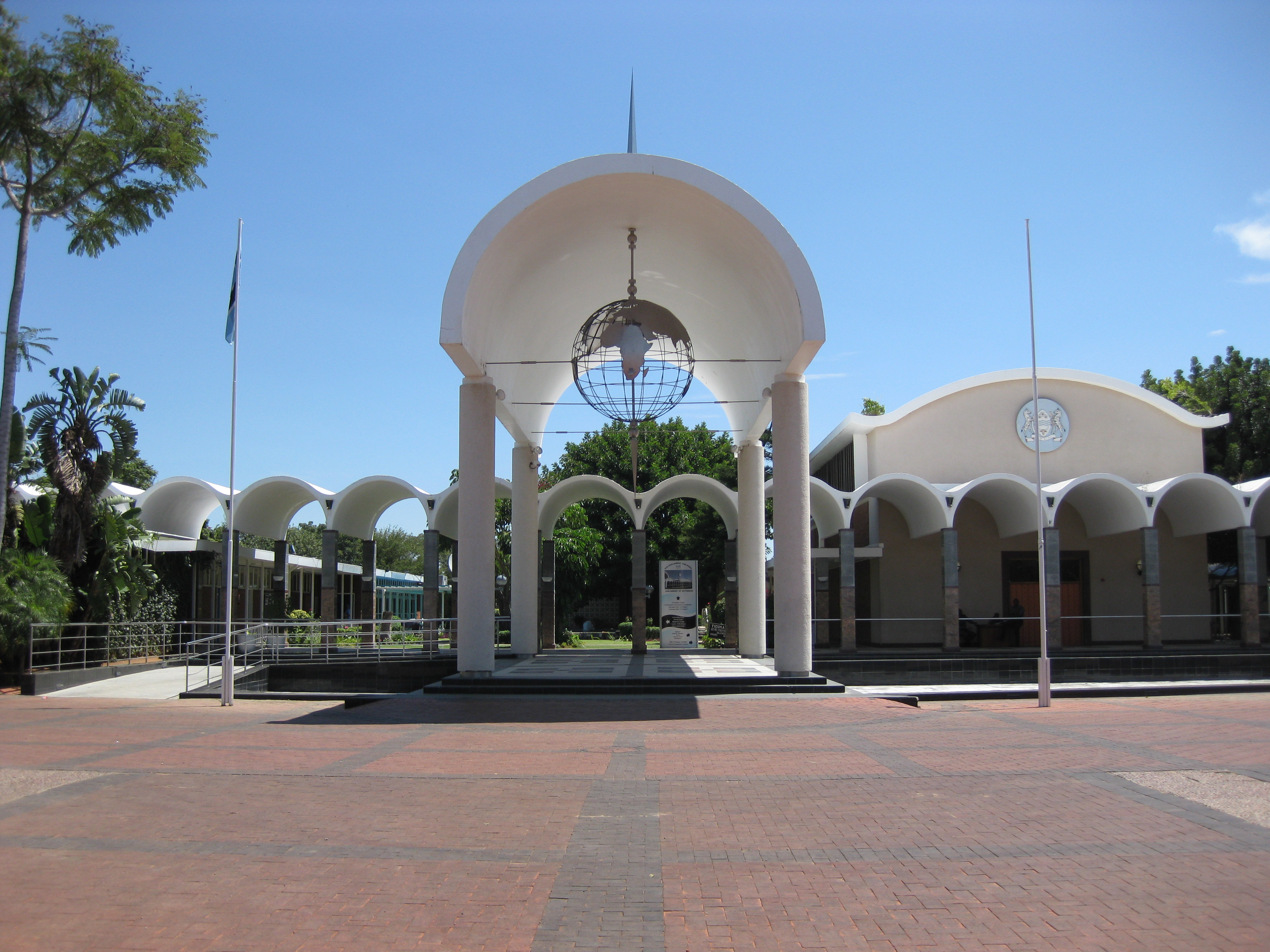
Assembleia Nacional do Botswana.

A Assembleia National dispõe de 57 eleitos e 4 membros nomeados ; é expandida após cada censo (cada 10 anos).
A assessoria da "Câmara dos Chefes" representa os oito principais subgrupos do povo de Botswana, e quatro outros membros são eleitos pelos subchefes de quatro distritos. Qualquer projeto da Assembleia Nacional relacionada à projeto de lei tribal deve ser submetida à Câmara dos Chefes de parecer consultivo. Chefes e outros líderes presidem habitualmente tribunais tradicionais, apesar de todas as pessoas terem o direito de pedir que o seu caso seja considerado sob o sistema jurídico formal britânico. 
Uma possível explicação cultural para a democracia do Botswana encontra-se em tradições Setswana, exemplificado pelo Kgotla, ou conselho da aldeia, em que os poderes dos líderes tradicionais são limitados pelos costumes e pela lei.

## Governo local
Governo local é administrado por nove concelhos de distrito e cinco concelhos de vila. Comissários Distritais têm autoridade executiva e são nomeados pelo governo central e assistido por conselheiros distritais eleitos e nomeados e comitês de desenvolvimento do distrito. THouve um debate em curso sobre a marginalização política, social e econômico do Khoisan (população tribal indígena). As políticas do governo para os moradores da área remota continuam a gerar controvérsia e deve ser revisto em resposta aos interesses nacionais e dos doadores.[carece de fontes?]

## Partidos políticos e eleições
Predefinição:Eleição geral no Botswana de 2004

## Poder Judiciário
Supremo Tribunal do Botswana tem jurisdição geral civil e penal. Os juízes são nomeados pelo presidente e pode ser removido apenas por justa causa e depois de uma audiência. A Constituição tem um código de direitos humanos fundamentais aplicadas pelos tribunais, e Botswana tem um bom histórico de direitos humanos[carece de fontes?].
Judgments of the Botswana Court of Appeal
Judgments of the Botswana High Court

## Participação internacional de organizações
ACP, AfDB, C, ECA, FAO, G-77, IAEA, IBRD, ICAO, ICCt, ICFTU, ICRM, IDA, IFAD, IFC, IFRCS, ILO, IMF, Interpol, IOC, ISO, ITU, NAM, OAU, OPCW, SACU, SADC, UN, UNCTAD, UNESCO, UNIDO, UPU, WCO, WFTU, WHO, WIPO, WMO, WTO, WT